# The Maelstrom (film 1917)

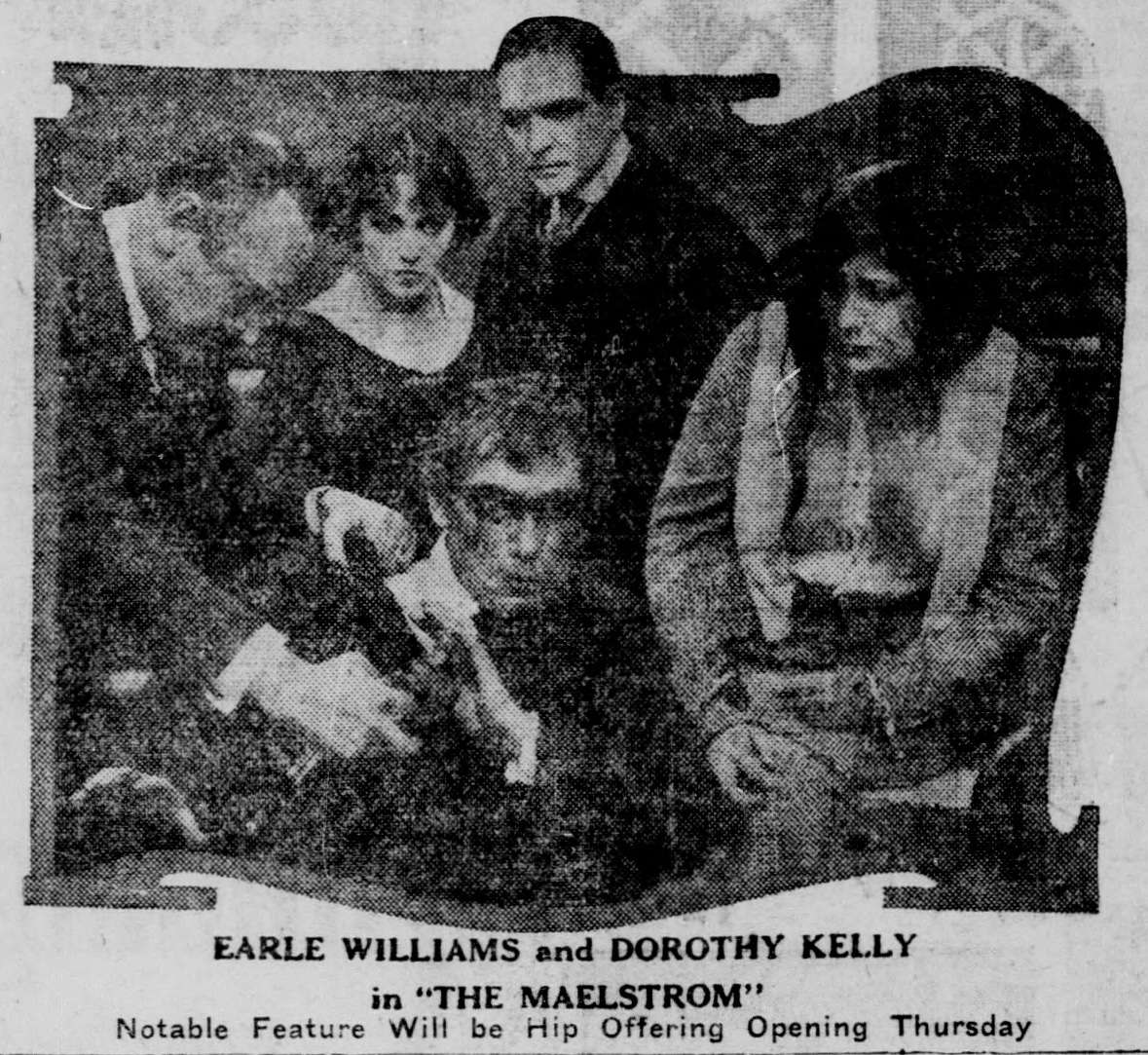

The Maelstrom (Millionaire Hallets' Adventure) è un film muto del 1917 diretto da Paul Scardon.
La sceneggiatura si basa su un soggetto di Frank Froest tratto dal suo romanzo The Maelstrom, pubblicato a New York nel 1916.

## Produzione
Il film fu prodotto dalla Vitagraph Company of America.

## Distribuzione
Distribuito dalla Greater Vitagraph (V-L-S-E), il film uscì nelle sale cinematografiche statunitensi il 18 giugno 1917.